# Blair Cochrane
Blair Onslow Cochrane, född 11 september 1853 i Darlington, död 7 december 1928, var en brittisk seglare.
Cochrane blev olympisk guldmedaljör i segling vid sommarspelen 1908 i London.